# Диантимонид самария
Диантимонид самария — бинарное неорганическое соединение
самария и сурьмы
с формулой SmSb2,
кристаллы.

## Получение
- Нагревание чистых веществ в вакууме:

{\displaystyle {\mathsf {Sm+2Sb\ {\xrightarrow {1372^{o}C}}\ SmSb_{2}}}}

## Физические свойства
Диантимонид самария образует кристаллы
ромбической сингонии, пространственная группа C mca, параметры ячейки a = 0,6171 нм, b = 0,6051 нм, c = 1,789 нм, Z = 8,
структура типа диантимонида лантана LaSb2
.
Соединение образуется по перитектической реакции при температуре ≈1300°С

(1372°С ).